# Simon Nibelius
Simon Nibelius, född 12 juni 1747 i Västerås församling, död 9 maj 1820 i Stora Skedvi församling, var en svensk präst, riksdagsman och psalmförfattare.

## Biografi
Simon Nibelius föddes 1747 i Västerås församling. Han var son till konsistorienotarien därstädes. Nibelius blev 1765 student vid Uppsala universitet och avlade 1773 magisterexamen. Han prästvigdes 22 december 1773 och blev pastorsadjunkt i Stora Tuna församling. År 1774 blev han extra ordinarie bataljonspredikant vid Västmanlands regemente. Han avlade pastoralexamen och blev 3 maj 1776 extra ordinarie hovpredikant hos hertigen av Östergötland. Nibelius blev 3 december 1779 pastor vid Drottninghuset i Stockholm och blev 11 februari 1783 kyrkoherde i Grangärde församling, tillträde i maj 1783. Han blev 8 mars 1784 kontraktsprost och var koncionator vid prästmötet 1787. Vid Riksdagen 1800 i Norrköping var han riksdagsman. Utnämndes 1800 till teologie doktor och promoverades 1 november i Uppsala. Han blev 15 november 1802 kyrkoherde i Stora Skedvi församling, tillträde 1803 och blev 13 september 1819 ledamot av Nordstjärneorden. Nibelius avled 1820 i Stora Skedvi församling.
Nibelius var ledamot i Pro Fide et Christianismo.

### Familj
Nibelius gifte sig 10 juli 1783 med Christina Ulrica Boethius (död 1823). Hon var dotter till kyrkoherden Jakob Boëthius i Grangärde församling. De fick tillsammans barnen kontraktsprosten och kyrkoherden Johan Jacob Nibelius i Öja församling, Christina Sophia Nibelius som var gift med prosten Abraham Netzel i Hedemora församling, biskopen Gustaf Nibelius i Västerås stift, Catharina Theodora Nibelius (född 1790) och studenten Bo Theodor Nibelius (död 1815).

### Psalmer
- 1819 års psalmbok
  - 79. O min Frälsare, din smärta